# Arnoglossus marisrubri
Arnoglossus marisrubri är en fiskart som beskrevs av Wolfgang Klausewitz och Schneider, 1986. Arnoglossus marisrubri ingår i släktet Arnoglossus och familjen tungevarsfiskar. Inga underarter finns listade i Catalogue of Life.